# Parc Naturel régional du Vexin Français
Parc Naturel régional du Vexin Français i daglig tale blot Vexin Français er en regional nationalpark i regionen Île-de-France.

## Ekstern henvisning
- "Parkens hjemmeside" (fransk).

49°05′11″N 1°53′47″Ø / 49.0864°N 1.8964°Ø